# Ramirez de Montalvo
La famiglia Ramirez de Montalvo è una famiglia nobile di origine spagnola di cui si hanno tracce in Italia a partire dal 1539, quando Don Antonio Ramirez de Montalvo, originario della Castiglia, arrivò a Firenze al seguito di donna Eleonora di Toledo che andava in sposa al granduca di Toscana Cosimo I de' Medici.
Della famiglia Ramirez de Montalvo si ricordano principalmente il già nominato Don Antonio ed Eleonora Ramirez de Montalvo, fondatrice di un ordine religioso.

## Don Antonio Ramirez de Montalvo
Cosimo I, ventenne, era alla ricerca di una moglie di nobile rango che potesse rafforzare la sua posizione politica all'interno della cerchia dei potenti d'Italia. Trovò la donna giusta in Eleonora di Toledo, sedicenne, figlia unica del potente don Pedro Alvarez di Toledo, marchese di Villafranca e viceré di Napoli, che sposò a Firenze nel 1539.
Eleonora di Toledo, come tutti i nobili di allora, aveva un nutrito stuolo di servitori. Tra questi vi era anche il suo primo cameriere Don Antonio, discendente di un'antica e nobile dinastia della provincia di Avila, e figlio di Don Juan Ramirez de Montalvo, un officiante della corte dei re spagnoli.
Cosimo I nominò Don Antonio suo primo maggiordomo e fu così contento dei suoi servigi che lo ricompensò regalandogli una casa torre in Borgo Albizi. Ben presto, Don Antonio acquistò altre 2 case attigue e nel 1568, grazie anche all'architetto di corte Bartolomeo Ammannati, dei cui servigi poté servirsi grazie alla disponibilità di Cosimo I, realizzò dalle 3 case una nuova costruzione che eresse a sua dimora, Palazzo Ramirez de Montalvo. Nel 1563 Don Antonio ottenne il feudo di Sassetta nella Maremma pisana, e nel 1570 acquistò da Bernardetto de' Medici, un membro di un ramo minore della famiglia dei Medici, Villa alla Marina, nei pressi dell'abitato di Campi Bisenzio, che diverrà sua dimora estiva.
Don Antonio ebbe due figli, Don Ermando e Don Giovanni: il primo ereditò Palazzo Ramirez de Montalvo mentre Don Giovanni ebbe una figlia di nome Eleonora, che fondò le Suore Minime Ancelle della Santissima Trinità, dette anche Montalve. 
La famiglia continuò ad amministrare il feudo della Sassetta fino all'abolizione dei feudi attraverso varie vicissitudini economiche che trovarono i titolari costretti a cedere la signoria per necessità ai rami cadetti. Gli ultimi signori feudali furono Antonio III, che sollevò uno scandalo anche presso la Curia romana per aver sposato la ballerina Gaspara Pallerini (1742), e il fratello Leone che gli succedette (1745-1760) fino all'abolizione dei feudi toscani. Ma i loro beni allodiali a Sassetta furono amministrati dai successori Ferdinando II (-1790), Bernardino II (-1817) e Lorenzo Maria che nel 1849 alienò tutto ad un ricco possidente pisano.